# Lola - Donna di vita
Lola - Donna di vita (Lola) è un film del 1961 diretto da Jacques Demy.
Il film è il primo di una trilogia che proseguirà con Les Parapluies de Cherbourg e L'amante perduta, entrambi diretti da Demy.

## Trama
Il giovane Roland, stanco della routine lavorativa, incontra per caso la sua ex compagna di scuola Lola, della quale era innamorato non ricambiato. Lola fa la ballerina in un cabaret, e conduce un'esistenza libertina. Ha anche un figlio, avuto anni prima da un amante, Michel, che è scomparso misteriosamente e ha lasciato sola la donna. Roland sente rinascere l'antico sentimento per Lola, la quale però conduce una tresca con Frankie, un marinaio americano, verso il quale non prova alcun sentimento.
Roland propone a Lola di instaurare una relazione, ma la donna, in partenza per Marsiglia, dove l'attende un impegno lavorativo della durata di due mesi, gli chiede di aspettare il suo ritorno prima di impegnarsi. Tuttavia, prima della partenza, Michel ritorna improvvisamente, e Lola, che non l'ha mai dimenticato, decide di ritornare con lui.
La vicenda giovanile di Lola - la sua decisione di scappare con Michel quando ancora era ragazzina - viene nel frattempo riproposta da Cécile, una liceale che si innamora di Frankie, e decide di scappare di casa per seguirlo a Cherbourg.

## Accoglienza
Il film è inquadrato da Gianni Volpi quale prodotto di quella «che allora si chiamava la rive gauche, la sponda più intellettuale e di sinistra della Nouvelle Vague (...) E struggente è la sua Lola, cioè un'Anouk Aimée con "l'anima nello sguardo"». Lo stesso Demy considera il mondo di Lola e Nantes tra le passioni di adolescente, insieme agli spettacoli di marionette chiamate les guignols, i cartoni animati, la sua amicizia con Paul Grimault. Demy rispetto alla Nouvelle Vague si sente piacevolmente adottato, ma ritiene che il solo punto in comune che lo unisce al movimento sia la tecnica. Georges Sadoul aveva scritto che il film, condotto «su un ritmo di balletto, con sentimento e umorismo, che descrive con lirismo i paesaggi urbani di Nantes, appartiene in un certo senso a una specie di neorealismo poetico molto 1960. Il maestro dichiarato di Demy, non è però Carné, ma Ophüls». François Weyergans nel marzo 1961 dedica un ampio servizio al film su Cahiers du cinéma n. 117. L'articolo, ripubblicato a cura della stessa rivista, sottolinea, tra l'altro, che le tre donne protagoniste, Cécile, Lola, M.me Desnoyers, appaiono come le tre età dello stesso personaggio e questa riunione è più bella di qualsiasi flash back.